# Soapy Smith
Jefferson Randolph "Soapy" Smith II (2 de noviembre de 1860 - 8 de julio 1898) fue un estafador y gánster estadounidense que tuvo una importante participación en las operaciones criminales organizadas de Denver, Colorado; Creede, Colorado; y Skagway, Alaska, desde 1879 hasta 1898. Fue asesinado en el afamado tiroteo del muelle de Juneau. Él es quizás el más famoso estafador del Viejo Oeste.

## Primeros años
Jefferson Smith nació en el Condado de Coweta, Georgia, de una familia de educación y riqueza. Su abuelo era un hacendado y su padre un abogado. La familia se enfrentó a la ruina financiera al final de la Guerra de Secesión. En 1876 se mudaron a Round Rock, Texas, para empezar de nuevo.
Smith dejó su hogar poco después de la muerte de su madre, pero no antes de presenciar el fusilamiento del forajido Sam Bass. Fue en Fort Worth, Texas, que Jefferson Smith comenzó su carrera como estafador. Formó una muy unida y disciplinada banda de cómplices y ladrones para trabajar para él. Pronto se convirtió en un jefe del crimen bien conocido, conocido como el "rey de los estafadores de la frontera".

## Carrera
Smith pasó los siguientes 22 años como un estafador profesional y jefe de una banda de estafadores infames. Se hicieron conocidos como la banda del jabón, e incluyó a hombres famosos, tales como Texas Jack Vermillion y Ed "Big Ed" Burns.  La banda iba de pueblo en pueblo, ejerciendo su "oficio" a sus víctimas desprevenidas. Su principal método de separar a las víctimas de su dinero era el uso de "estafas cortas", estafas que eran rápidas y necesitaban poca planificación y algunos ayudantes. Las estafas cortas incluían el trile, el monte de tres cartas, y juegos de póquer amañados que llamaban "gran mitón" (big mitt).

## El timo del premio en el jabón
Algún tiempo a finales de 1870 o principios de 1880, Smith comenzó a engañar a multitudes enteras con una táctica que los periódicos de Denver llamaron "El timo del premio en el jabón".
Smith montaba una vitrina de exhibición portátil en la esquina de una calle transitada. Apilando barras de jabón en esta, comenzaba a exponer sus maravillas. Mientras vendía las barras y hablaba a la creciente multitud de curiosos espectadores, él sacaba su billetera y comenzaba a envolver billetes, que iban desde un dólar hasta cien dólares, alrededor de un grupo selecto de barras. A continuación, terminaba envolviendo cada barra en papel normal para esconder el dinero.
Entonces fingía mezclar los "jabones premiados" envueltos en dinero con barras envueltas sin contener dinero, para después vender el jabón a la multitud por un dólar cada barra. Un cómplice plantado entre la gente compraba una barra, la abría rápidamente, y proclamaba en voz alta que había ganado algo de dinero, agitándolo a su alrededor para que todos lo vean. Esta actuación tuvo el efecto deseado de incrementar la venta de los jabones. Muy a menudo, las víctimas compraron varias barras antes de que la venta fuera concretada. A mitad de la venta, Smith anunciaba que el billete de cien dólares aún permanecía en la pila, sin adquirirse. A continuación, subastaba el resto de las barras de jabón al mejor postor.
A través de la manipulación y la prestidigitación, ocultaba las barras de jabón envueltas con dinero y las reemplazaba con los paquetes sin ningún dinero en su interior. El único dinero "ganado" fue para sus cómplices, los miembros de la banda plantados en la multitud pretendiendo ganar con el fin de aumentar las ventas.
Smith rápidamente se hizo conocido como "Soapy Smith" ("Jabonoso Smith") en todo el oeste de Estados Unidos.  Él utilizó esta estafa durante veinte años con gran éxito. La venta del jabón, junto con otras estafas, ayudó a financiar las operaciones criminales de Soapy al pagar sobornos a la policía, jueces, y políticos. Él fue capaz de construir tres grandes imperios criminales: el primero en Denver, Colorado (1886–1895); el segundo en Creede, Colorado (1892); y el tercero en Skagway, Alaska (1897–1898).

## Jefe del crimen de Denver, Colorado
En 1879 Smith se mudó a Denver y comenzó a construir el primero de sus imperios. Los estafadores normalmente se movían para mantenerse fuera de la cárcel, pero como el poder y la banda de Smith crecieron, también creció su influencia en el Ayuntamiento, permitiéndole quedarse. En 1887 se vio involucrado supuestamente en la mayoría de las actividades criminales de estafa en la ciudad. Los periódicos en Denver reportaron que él controlaba a los criminales y los juegos de azar del bajo mundo de la ciudad, y acusó a los políticos corruptos y al jefe de policía de haber recibido su soborno.

### El Club Tivoli
En 1888 Soapy abrió el Club Tivoli, en la esquina sureste de las calles Market y 17, una combinación de bar y salón de juegos de azar. La leyenda cuenta que sobre la entrada había un letrero que decía: caveat emptor, "Deje que el comprador sea precavido" en latín. El hermano menor de Soapy, Bascomb Smith, se unió a la banda y operó una tienda de cigarros que era una "fachada" para juegos de póquer amañados y otras estafas, operando en uno de los cuartos traseros. Otros "negocios" incluían tiendas de loterías fraudulentas, una bolsa de valores "segura", subastas de relojes y diamantes falsos, y la venta de acciones de empresas inexistentes.

### Política y otras estafas
La influencia política de Soapy era tan grande que algunos de los policías que patrullan las calles no lo arrestarían a él o a los miembros de su banda. Si lo hicieran, una liberación rápida de la cárcel se disponía fácilmente. Un juicio de fraude electoral después de las elecciones municipales de 1889 centraron la atención en las relaciones corruptas y sobornos entre Soapy, el alcalde, y el jefe de policía—una combinación referida en los periódicos locales como "la firma de Londoner Farley y Smith".
Smith abrió una oficina en la prominente cuadra Chever, a una cuadra de su Club Tivoli, desde la cual dirigió muchas operaciones. Esta también sirvió como "fachada" de la oficina de un magnate de negocios, para cometer estafas de alto nivel.
Soapy no carecía de enemigos y rivales por su cargo como jefe del mundo de hampa. Se enfrentó a varios atentados contra su vida y disparó a varios de sus atacantes. Se dio a conocer cada vez más por su adicción al juego y el mal genio. Smith también fue generoso a las caridades, donando a numerosas organizaciones y a iglesias no confesionales que ayudaron a los pobres.[cita requerida]

## Creede, Colorado
En 1892, con Denver en medio de las reformas antiapuestas y bares, Smith vendió el Tivoli y se trasladó a Creede, Colorado, una próspera ciudad minera que se había formado en torno a una gran yacimiento de plata. Utilizando prostitutas con base en Denver para adular a los dueños de propiedades y convencerlos de firmar más arrendamientos, adquirió numerosos lotes a lo largo de la calle principal de Creede, alquilándoselos a sus asociados. Una vez habiendo ganado suficientes aliados, anunció que él era el jefe del campamento.
Con su cuñado y miembro de la banda William Sidney "Cap" Light como ayudante del sheriff, Soapy comenzó su segundo imperio abriendo un salón de apuestas y un bar llamado el Club de Orleans  Compró y exhibió brevemente un hombre petrificado apodado "McGinty" por una admisión de 10 centavos. Mientras que los clientes estaban esperando en fila para pagar su entrada, los triles y juegos de tres cartas de Soapy estaban ganando dólares de sus bolsillos.
Smith proporcionó una orden de tipos, protegiendo a sus amigos y asociados del consejo de la ciudad y expulsando a los alborotadores violentos. Muchos de los recién llegados influyentes fueron enviados a su encuentro. Soapy se hizo rico en el proceso, pero de nuevo era conocido por dar dinero libremente, utilizándolo para construir iglesias, ayudar a los pobres, y para enterrar prostitutas desafortunadas.
El auge de Creede se desvaneció muy rápido y los corruptos oficiales de Denver mandaron a decir que las reformas habían llegado a su fin. Soapy llevó a McGinty de vuelta a Denver. Se fue en el momento adecuado, porque Creede pronto perdió la mayor parte de su distrito de negocios en un gran incendio el 5 de junio de 1892. Entre los edificios se perdió el Club de Orleans.

## De vuelta a Denver
A su regreso a Denver, Smith abrió nuevos negocios que no eran más que fachadas para sus estafas cortas. Uno de estos vendía boletos de ferrocarril con descuento a varios destinos. A los compradores potenciales se les dijo que el agente de boletos estaba fuera de la oficina, pero regresaría pronto, y luego ofrecieron un descuento aún mayor por jugar a cualquiera de los varios juegos amañados. El poder de Soapy creció hasta el punto de que admitió a la prensa que él era un estafador y no veía nada malo en ello. En 1896 le dijo al reportero de un periódico, "Considero que los juegos de engaños son más honorables que la vida guiada por el político promedio."
El nuevo gobernador de Colorado Davis Hanson Waite, elegido sobre una plataforma de reforma del Partido Popular, despidió a tres oficiales de Denver a los que sentía que no estaban cumpliendo con sus nuevos mandatos. Ellos se negaron a abandonar sus posiciones y les unieron rápidamente por otros que sentían que sus trabajos estaban amenazados. El gobernador llamó a la milicia estatal para ayudar a eliminar los fortificados en el ayuntamiento. El ejército trajo con ellos dos cañones y dos ametralladoras Gatling. Soapy se unió con los funcionarios corruptos y la policía en el hall y se encontró comisionado como un ayudante del sheriff. Él y varios de sus hombres treparon a la cima de la torre central del Ayuntamiento, con fusiles y dinamita para defenderse de cualquier atacante. Las cabezas frías sin embargo prevalecieron, y la lucha por la corrupción se libró en los tribunales, no en las calles. Soapy Smith fue un testigo importante en la corte.
El gobernador Waite accedió a retirar la milicia y permitir que la Corte Suprema de Colorado para decidir el caso. El tribunal dictaminó que el gobernador tenía la autoridad para sustituir a los comisionados, pero fue reprendido por llevar la milicia, en lo que se conoció como la "Guerra del Ayuntamiento".
Waite ordenó el cierre de todas las casas de juego, salones y burdeles de Denver. Soapy explotó la situación, utilizando las recién adquiridas comisiones de ayudante del sheriff para llevar a cabo arrestos falsos en sus propias casas de juego, aprehendiendo patrones que habían perdido grandes sumas de dinero en juegos de póquer amañados. Las víctimas estaban felices de salir cuando los "oficiales" les permitieran alejarse de la escena del crimen en lugar de ser arrestados, por supuesto sin recuperar sus pérdidas.
Con el tiempo, Soapy y su hermano Bascomb Smith se hicieron muy conocidos, y ni siquiera los funcionarios más corruptos de la ciudad ya no podían protegerlos. Su influencia y su imperio con sede en Denver comenzaron a desmoronarse. Cuando se les acusó de intento de asesinato por la golpiza de un gerente de bar, Bascomb fue encarcelado, pero Soapy logró escapar, convirtiéndose en un hombre buscado en Colorado. Lou Blonger y su hermano Sam, rivales de la Banda de Soap, adquirieron su viejo control de los criminales de Denver.
Antes de partir, Soapy intentó realizar una estafa comenzada en México, donde trató de convencer al Presidente Porfirio Diaz que su país necesitaba los servicios de una legión extranjera formada por matones estadounidenses. Soapy llegó a ser conocido como el Coronel Smith, y logró organizar una oficina de reclutamiento antes de que el acuerdo fallase.

## Skagway, Alaska, y la fiebre del oro de Klondike
Cuando la fiebre del oro de Klondike comenzó en 1897, Soapy trasladó sus operaciones a Dyea y Skagway, Alaska (entonces deletreado Skaguay). Estableció su tercer imperio de la misma manera como lo hizo en Denver y Creede. Puso al alguacil del pueblo adjunto en su nómina y comenzó a reunir aliados para una toma de posesión. Soapy abrió una oficina de telégrafo falsa en la que los cables iban tan lejos como la pared. No sólo la oficina del telégrafo obtuvo tarifas por "enviar" mensajes, sino que las víctimas cargadas de dinero pronto se vieron perdiendo aún más dinero en juegos de póquer con nuevos "amigos". Las líneas telegráficas no alcanzaron ni salieron de Skagway hasta 1901. Soapy abrió un salón llamado Salón de Jeff Smith (inaugurado en marzo de 1898), como una oficina de la que ejecutaba sus operaciones. A pesar de que Skagway ya tenía un edificio municipal, el salón de Soapy llegó a conocerse como "el verdadero ayuntamiento". Skagway fue ganando una reputación como un "infierno en la tierra", con muchos peligros para los incautos.
Los hombres de Smith desempeñaron una variedad de funciones, como reportero de un periódico o un clérigo, con la intención de hacerse amigos de un recién llegado y determinar la mejor manera de librarlo de su dinero. El recién llegado sería dirigido por sus "amigos" a fraudulentas compañías navieras, hoteles o casas de juego, hasta que era eliminado. Si era probable que el hombre cause problemas o no pudiera ser reclutado en la banda, entonces Soapy aparecería y le ofrecería pagar su viaje de regreso a la civilización.
Cuando un grupo de vigilantes, el "Comité de 101", amenazó con expulsar a Soapy y a su banda, él formó su propia "sociedad de la ley y el orden", que se consiguió 317 miembros, para obligar a los vigilantes a someterse a sus designios.
Durante la Guerra hispano-estadounidense en 1898, Smith formó su propio ejército de voluntarios, con la aprobación del Departamento de Guerra de los Estados Unidos. Conocida como la "Compañía Militar Skaguay," con Soapy como su capitán. Smith escribió al presidente William McKinley y ganó reconocimiento oficial para su compañía, que él utilizó para reforzar su control de la ciudad.
El 4 de julio de 1898, Soapy montó como comisario de la Cuarta División del desfile al frente de su ejército en su caballo gris. En la tribuna, se sentó al lado del gobernador territorial y otros oficiales.

## Muerte

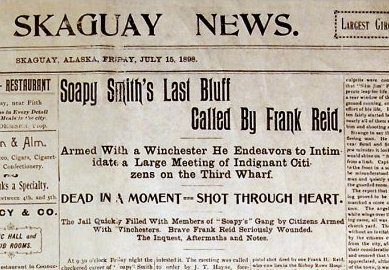
Titular del periódico sobre el tiroteo.

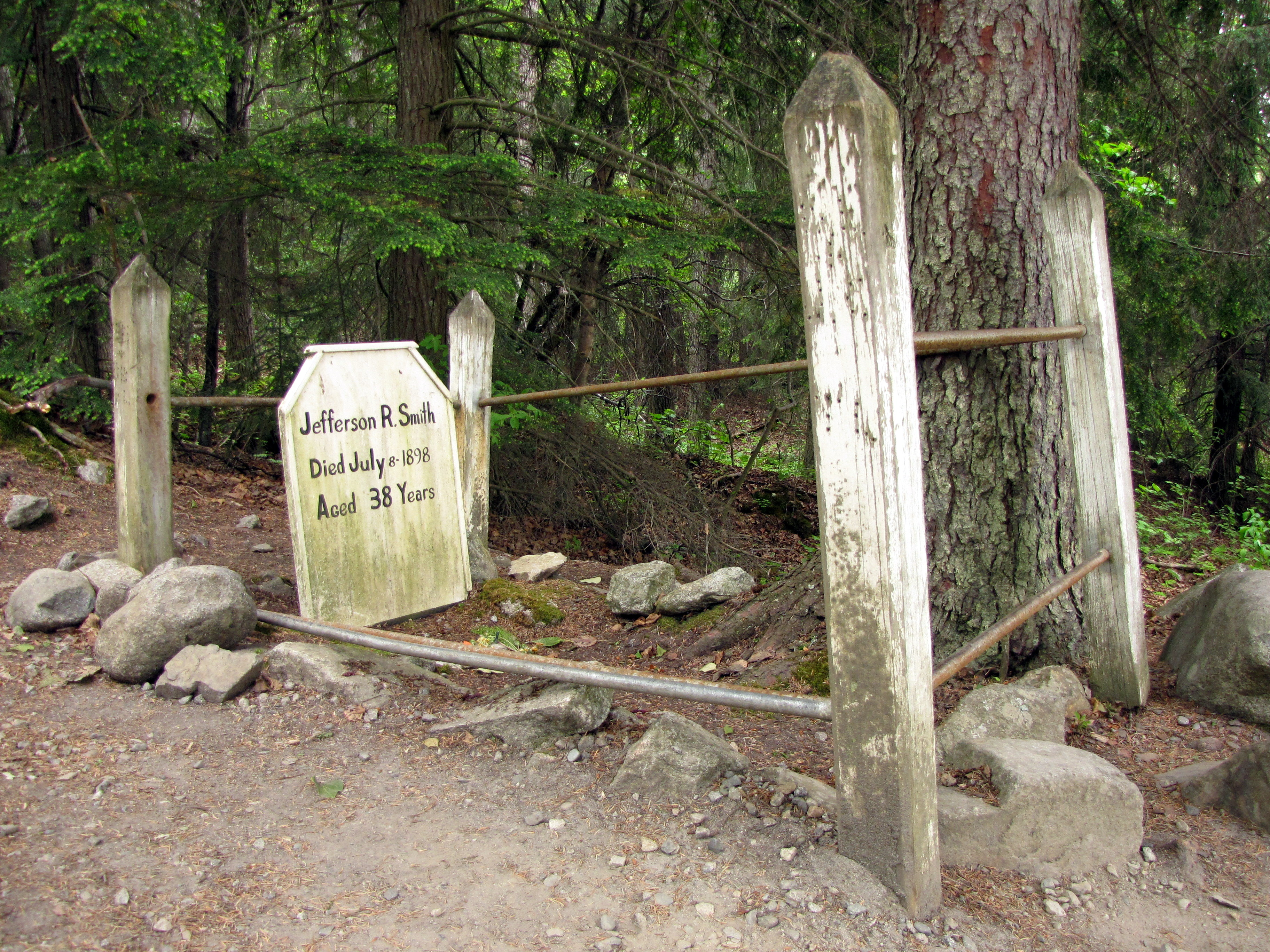
Tumba de Soapy Smith.

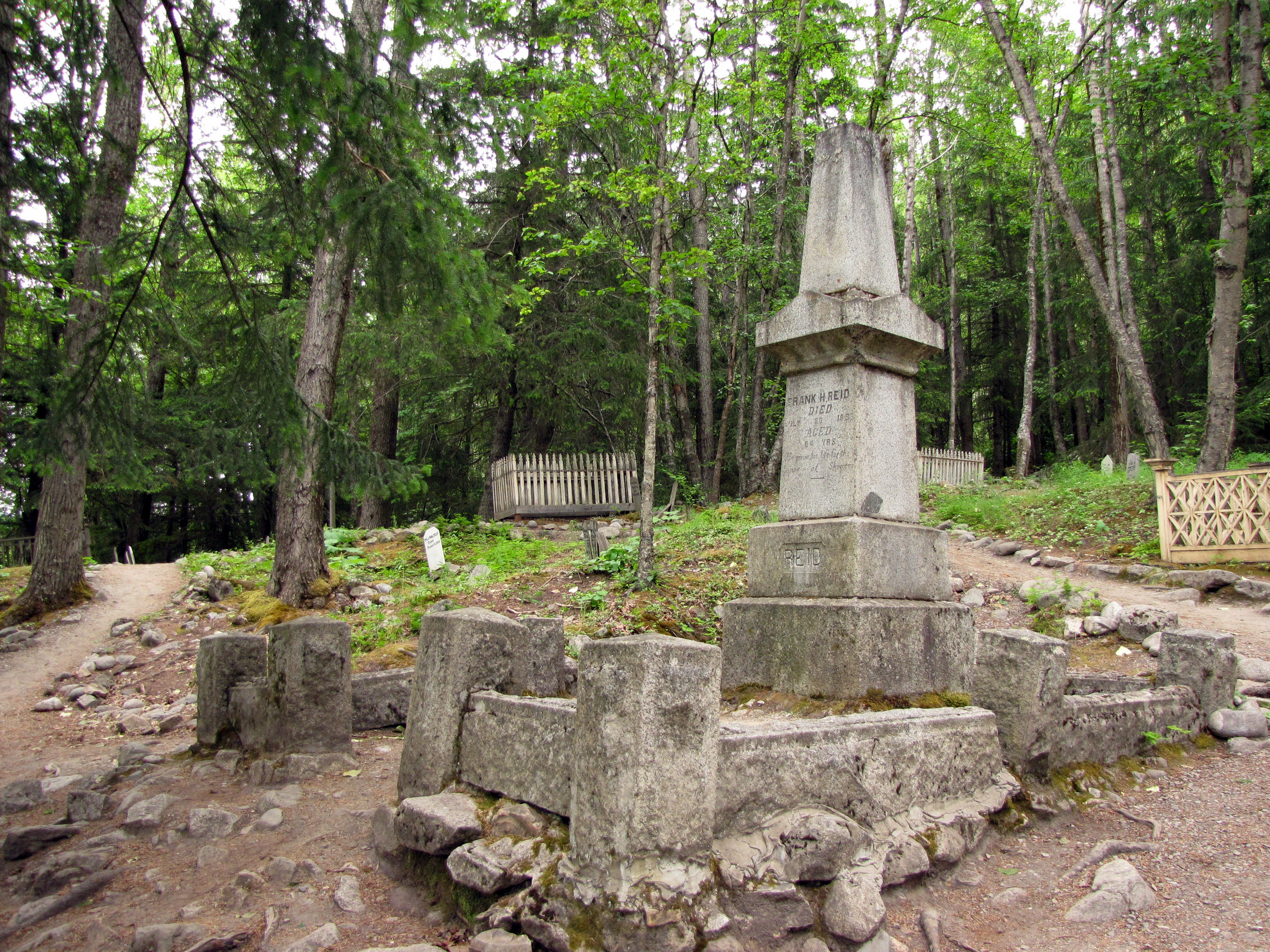
Tumba de Frank Reid.

El 7 de julio de 1898, John Douglas Stewart, un minero de Klondike que regresaba, vino a Skagway con un saco de oro valuado en $2,700 ($71,093 en dólares de 2009.) Tres miembros de la banda convencieron al minero de participar en un juego de tres cartas. Cuando Stewart se resistió a tener que pagar sus pérdidas, los tres hombres agarraron el saco y echaron a correr. El "Comité de 101", exigió que Soapy devolviera el oro, pero él se negó, alegando que Stewart lo había perdido "limpiamente".
En la tarde del 8 de julio de 1898, los vigilantes organizaron una reunión en el muelle de Juneau. Con un fusil Winchester terciado al hombro, Soapy comenzó una discusión con Frank Reid, uno de los cuatro guardias que bloqueaban su camino hacia el muelle. Un tiroteo, conocido como el tiroteo del muelle de Juneau, comenzó de forma inesperada y los dos hombres fueron heridos fatalmente.
Las últimas palabras de Soapy fueron "¡Dios mío, no dispares!" Las cartas de J. M. Tanner, uno de los guardias con Reid esa noche, indican que otro guardia disparó el tiro fatal. Soapy murió en el acto con una bala en el corazón. También recibió una bala en su pierna izquierda y una herida grave en el brazo izquierdo por el codo. Reid murió 12 días después con una bala en la zona de las piernas y la ingle. Los tres miembros de la banda que robaron a Stewart recibieron sentencias de cárcel.
Soapy Smith fue enterrado varios metros fuera del cementerio de la ciudad. Cada año el 8 de julio, se llevan a cabo velatorios alrededor de los Estados Unidos en honor de Soapy. Su tumba y bar se encuentran en la mayoría de los itinerarios turísticos de Skagway.

## Cultura popular

### Festivales
- Skagway, Alaska, 8 de julio es el velatorio anual (desde 1974) de Soapy Smith, que se celebra en el Salón de Águilas. Este evento solía tener lugar en la sepultura de Soapy en el cementerio de la ciudad, pero ahora es celebrado en el centro de la ciudad.
- El Castillo Mágico, Hollywood, California, 8 de julio es la fiesta anual de Soapy Smith, completo con concursos de disfraces, juegos de azar de caridad, y shows de magia.

### Ficción
- En al menos un episodio del drama radial Desafío del Yukon, El sargento Preston de la Policía Montada del Noroeste viaja a Skagway y se enfrenta a Soapy.
- En la novela de John M. Ford de Star Trek ¿Cuánto por tan sólo el planeta?, una nave de exploración y prospección Clase Sulek de la Federación es bautizada USS Jefferson Randolph Smith (NCC-29402), estando al mando de la capitana Tatyana Trofimov.
- Soapy Smith es el villano en el álbum Le Klondike de Lucky Luke, por Morris, Yann y Jean Léturgie. La historia presenta al salón y el falso telégrafo de Smith, pero instalado en Dawson en lugar de Skagway.
- Una versión ficticia de Soapy Smith (y su muerte), aparece en la novela de 1978 Tara Kane de George Markstein.
- Soapy Slick es el operador y especulador del salón corrupto, basado en Soapy Smith, en la serie cómica Tío Scrooge.
- En el videojuego de 1994 El sendero del Yukon, el jugador conoce a Soapy y su banda. Si el jugador juega al trile de Soapy, Soapy despojará al jugador de todo el dinero que apueste el jugador.
- Smith es mencionado en la novela de James A. Michener Alaska.
- Soapy Sid es un personaje en la historia corta de P.G. Wodehouse Las perlas perdidas. Bertie Wooster se encuentra de vacaciones en Francia con su Tía Agatha cuando las perlas de Agatha se pierden.
- Es el principal villano de la novela de 1978 Yukon Gold de William D. Blankenship.
- Él es el villano de la novela Lili Klondike de Mylène Gilbert-Dumas.
- Él aparece en Denver, Colorado, en la autobiografía de Jack Black, No se puede ganar.
- Él es mencionado en varias novelas y cuentos escritos por James Hendryx.
- Un personaje del videojuego GUN llamado Soapy Jennings aparece como un ladrón de cajas fuertes.

### Películas
Por año de lanzamiento:
- La chica de Alaska (1919)  Esta película se cree que es la primera interpretación de Soapy Smith. La película fue presentada en un cine de St. Louis, donde vivían la viuda y el hijo de Soapy, causándoles suficiente dolor para que puedan demandar a la compañía de producción.[cita requerida]
- La llamada de la selva (1935)  20th Century Pictures. Harry Woods interpreta a Soapy.
- Honky Tonk (1941)  Clark Gable interpretó a Soapy Smith en esta película de MGM, Honky Tonk.  Debido a presiones legales de los descendientes, el nombre de "Soapy Smith" fue cambiado a "Candy Johnson".[cita requerida]
- El gran ataque de Jesse James (1953)   Earl Hodgins interpreta a Soapy.
- Tierras lejanas (1955)  John McIntire interpreta a un pistolero agradable, claramente, pero vagamente basado en Soapy Smith. La película, protagonizada por James Stewart, está situada en Skagway, Alaska durante la fiebre del oro de Klondike.
- Nada prohibido (1960)  Soapy Stevens es un comerciante deshonesto y falso vicario interpretado por Wilfred Hyde-White en esta comedia británica.
- La fiebre de Klondike (1980)  Rod Steiger interpreta a Soapy en la adaptación canadiense ficticia producida de las aventuras de Jack London.
- El golpe (precuela) (1983)  Esta película nunca fue producida, debido al fracaso de la secuela. Soapy Smith iba a ser interpretado como el mentor de Henry Gondorff (Paul Newman).[cita requerida]

### Televisión
- Aventuras en Alaska (1959-1960).  El actor John Dehner interpretó a Soapy. En un episodio, "Recuerden el Maine", la historia de la Compañía Militar Skaguay es dramatizada.
- Alias Smith y Jones (1971-1972).  El actor Sam Jaffe interpretó a Soapy en tres episodios: "El juego arreglado" (emitido el 18 de febrero de 1971), "Un puñado de diamantes" (emitido el 4 de marzo de 1971), y "Mala noche en el Gran Butte" (emitido el 2 de marzo de 1972).
- "La saga de Soapy Smith" (1968) Un episodio en Treasure! de Bill Burrud.
- Deadwood (2004-2006)  Gill Gayle interpreta al vendedor ambulante, un vendedor de paquetes de jabón con premio basado en Soapy, en las tres temporadas.[cita requerida]

### Otros
- La balada de Soapy Smith (1983)  Una obra de teatro de Michael Weller con Denis Arndt como Soapy.[38]
- "La balada de Soapy Smith" (1965)  Una canción de Al Oster, Northly Music Company (La llamada de Alaska, FR-1009).
- El Restaurant Pionero de Soapy Smith en la 2.ª Avenida 543, Fairbanks, AK 99701-4728
- "Los días del Show 98 con Soapy Smith" Salón de las Águilas, Gold Rush Productions Inc., Skagway, AK.